# بن گیبارد
بن گیبارد (انگلیسی: Ben Gibbard؛ زادهٔ ۱۱ اوت ۱۹۷۶) خواننده، ترانه‌سرا، گیتارنواز اهل ایالات متحده آمریکا است. وی از سال ۱۹۹۴ میلادی تاکنون مشغول فعالیت بوده‌است.